# Martin Kocourek
Martin Kocourek, né le 23 décembre 1966 à Moravská Třebová, est un homme politique tchèque, membre du Parti civique démocratique (ODS).

## Biographie

### Formation et carrière
Après avoir étudié les sciences économiques à l'université technique de Prague, il devient conseiller auprès du président du gouvernement de la République tchèque, Václav Klaus. À l'occasion de la vague de privatisations ayant suivi la révolution de velours, il a siégé dans divers conseils d'administration, comme ceux d'Unipetrol ou de la banque Česká spořitelna.

### Engagement politique
En 1992, il rejoint le Parti civique démocratique et est élu à la Chambre du peuple de l'Assemblée fédérale tchécoslovaque. Il est réélu, à la Chambre des députés tchèque, en 1998, puis 2002.
Nommé ministre de l'Industrie et du Commerce le 13 juillet 2010, dans le gouvernement de Petr Nečas, il est contraint à la démission le 9 novembre 2011, après qu'il s'est révélé incapable de justifier la présence d'une somme de seize millions de couronnes tchèques sur le compte bancaire de sa mère, impliquée dans des transactions douteuses.